# Private Emotion
Singles par Ricky Martin
Shake Your Bon-Bon
(1999) She Bangs
(2000)
Clip vidéo
[vidéo] « Private Emotion », sur YouTube
Private Émotion est une chanson du groupe de rock américain The Hooters, parue en 1993.

## Version de Ricky Martin
Quelques années plus tard, la chanson a été reprise par le chanteur portoricain Ricky Martin, avec la chanteuse suédoise Meja en featuring. Leur version est sortie sur le cinquième album studio de Ricky Martin, Ricky Martin, paru en mai 1999, et a également été publiée en single. C'était le quatrième et dernier single de cet album.
Au Royaume-Uni, la chanson a débuté à la 9e place du hit-parade des singles (pour la semaine du 23 au 29 avril 2000).
La chanson a aussi atteint la 6e place en Finlande, la 7e place en Norvège, la 8e place en Suède, la 9e place en Suisse, la 11e place en France, la 12e place en Nouvelle-Zélande, la 13e place en Italie, la 18e place en Wallonie (Belgique francophone), la 19e place en Autriche, la 21e place en Allemagne, la 29e place aux Pays-Bas et la 30e place en Flandre (Belgique néerlandophone).